# Čačersk
Čačersk (bělorusky Чачэрск, rusky Чечерск) je běloruské město v Homelské oblasti a administrativní centrum Čačerského rajónu. Město se nachází v oblasti, která byla silně kontaminována radioaktivním spadem po havárii v černobylské jaderné elektrárně.

## Název
Toponymum „Čačersk“ je vytvořeno z názvu řeky Čačora. V dávných dobách slovo „čačor“ znamenalo „vosk“. Předkové současných obyvatel města jej vyráběli ve velkém množství v lese při sběru medu divokých včel a následně posílali po řece Sož a Dněpr, kde jej vyměňovali za jiné výrobky. Důkazem jsou zbytky lodí naložených voskem, které objevili archeologové v dávných korytech.

## Historie
Podle archeologů vznikla osada pravděpodobně ke konci 10. století na místě hradiště Zamkavaja Hara (Zámecký vrch) na břehu řeky Čačora u ústí s řekou Sož. Město je poprvé zmíněno v Ipatěvské kronice z roku 1159 pod jménem Čičersk. Během 12. až 13. století osada byla součástí Černigovského knížectví.
Až do poloviny 14. století bylo součástí Černigovského knížectví, jedno z nejmocnějších v ruských držav, po kterém se stalo nedílnou součástí Velkoknížectví litevského. V roce 1772 se stal součástí Ruské říše a o dva roky později ruská carevna Kateřina Veliká s pomocí místních guvernérů pomohla vybudovat město. V tomto období byla postavena radnice, tři kostely, nemocnice a divadlo. Město bylo postaveno v klasickém stylu.
Od roku 1919 je součástí Homelské oblasti Běloruska. Od roku 1971 má oficiálně status města.

## Obyvatelstvo
- 19. století: 1880 — 1,7 tisíce obyv.
- 20. století: 1929 — 5,1 tisíce obyv., 1991 — 8,1 tisíce obyv.
- 21. století: 2004 — 7,7 tisíce obyv., 2006 — 7,9 tisíce obyv., 2008 — 7,7 tisíce obyv., 2009 — 7 991 obyv.

V Čačersku jsou 2 střední, umělecké a sportovní školy. K dispozici jsou 3 knihovny, spolu s kulturním, historickým a etnografickým muzeum. Jsou vydávány regionální noviny „Čačerski vjesnik“.

## Ekonomika
Potravinářský průmysl
- městský unitární podnik „Čačerské vinařství“
- republiková dceřiná společnost výrobně-obchodní s unitárním podnikem „Naděje“ Homelské továrny uměleckých předmětů „Lubná“

## Turistické informace
V provozuje Čačerské historické a etnografické muzeum. Město nabízí ubytování v městském hotelu.
- historické budovy z 19. až 20. století, fragmenty
- Zámecký vrch — archeologické naleziště na severovýchodním okraji města (pravěké hradiště a bývalý Čačerský zámek)
- zámecký park a komplex Černyšovych z počátku 19. století
- radnice z 18. a 19. století
- synagoga
- kostel proměny Páně z roku 1783
- kostel Nejsvětější Trojice (1784, zničen)
- kostel bohorodičky matky Boží (1780, zničen)
- kostel Nanebevzetí Panny Marie (1780, zničen)

## Galerie

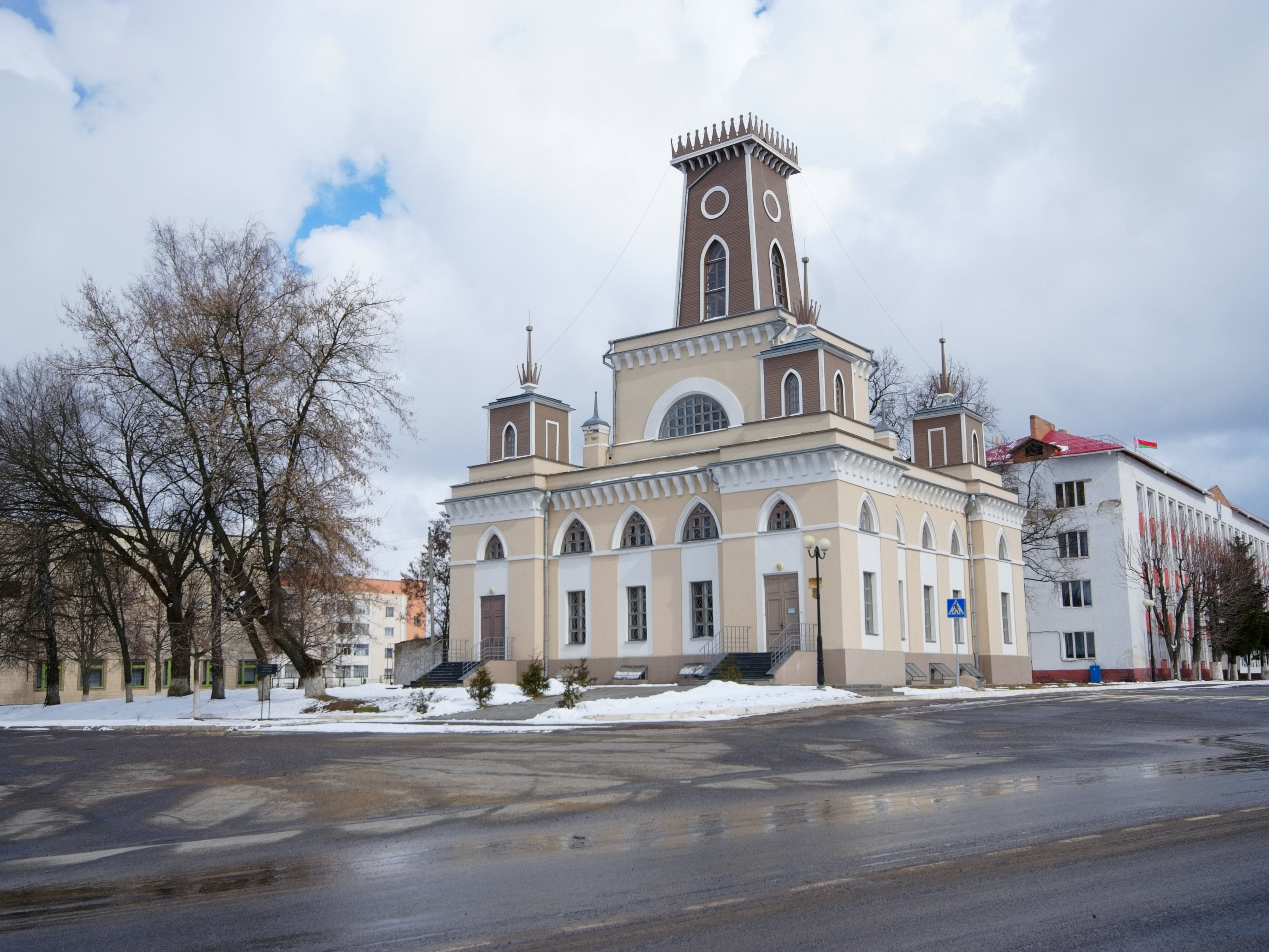
Radnice
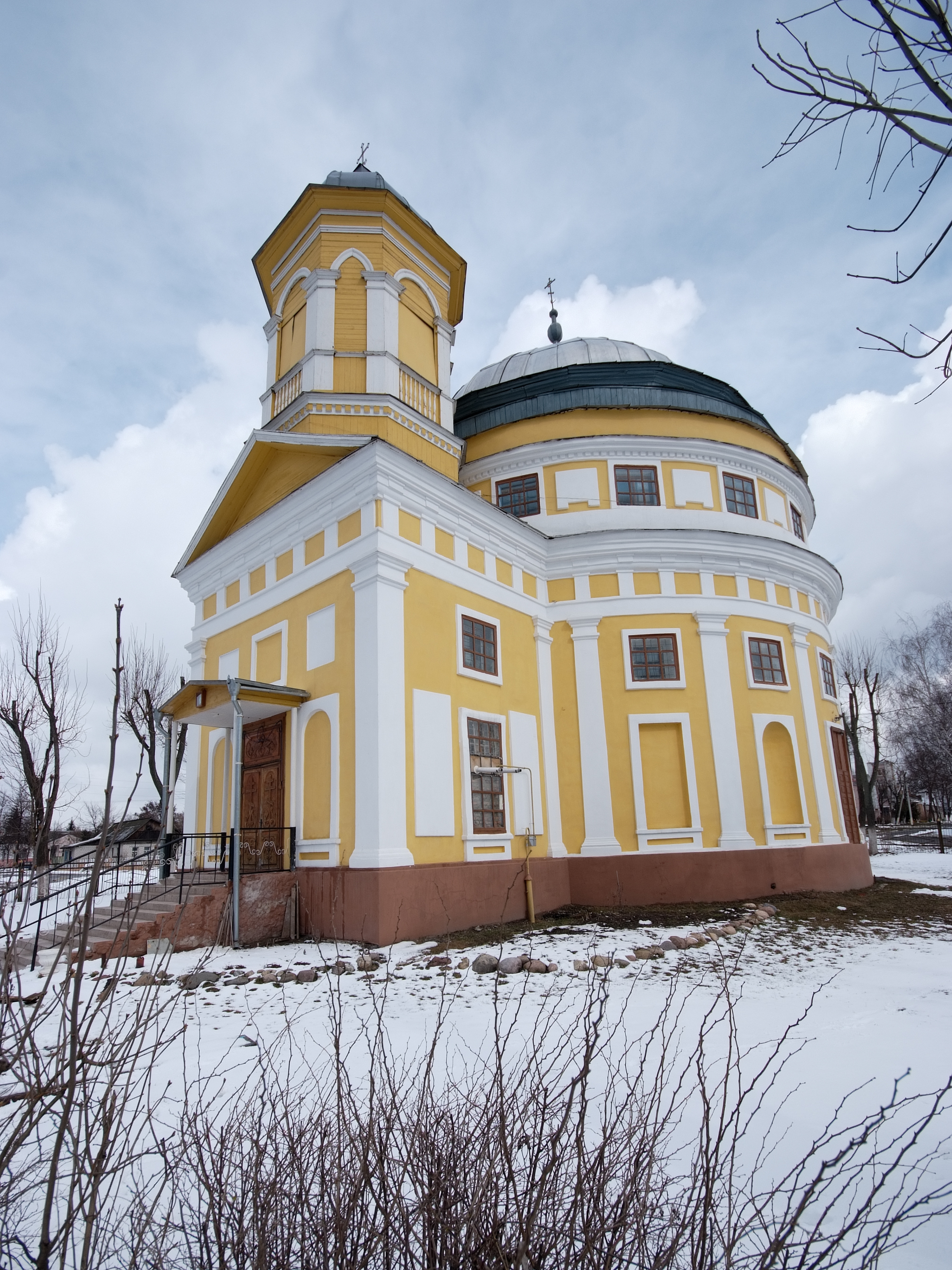
Kostel proměny Páně
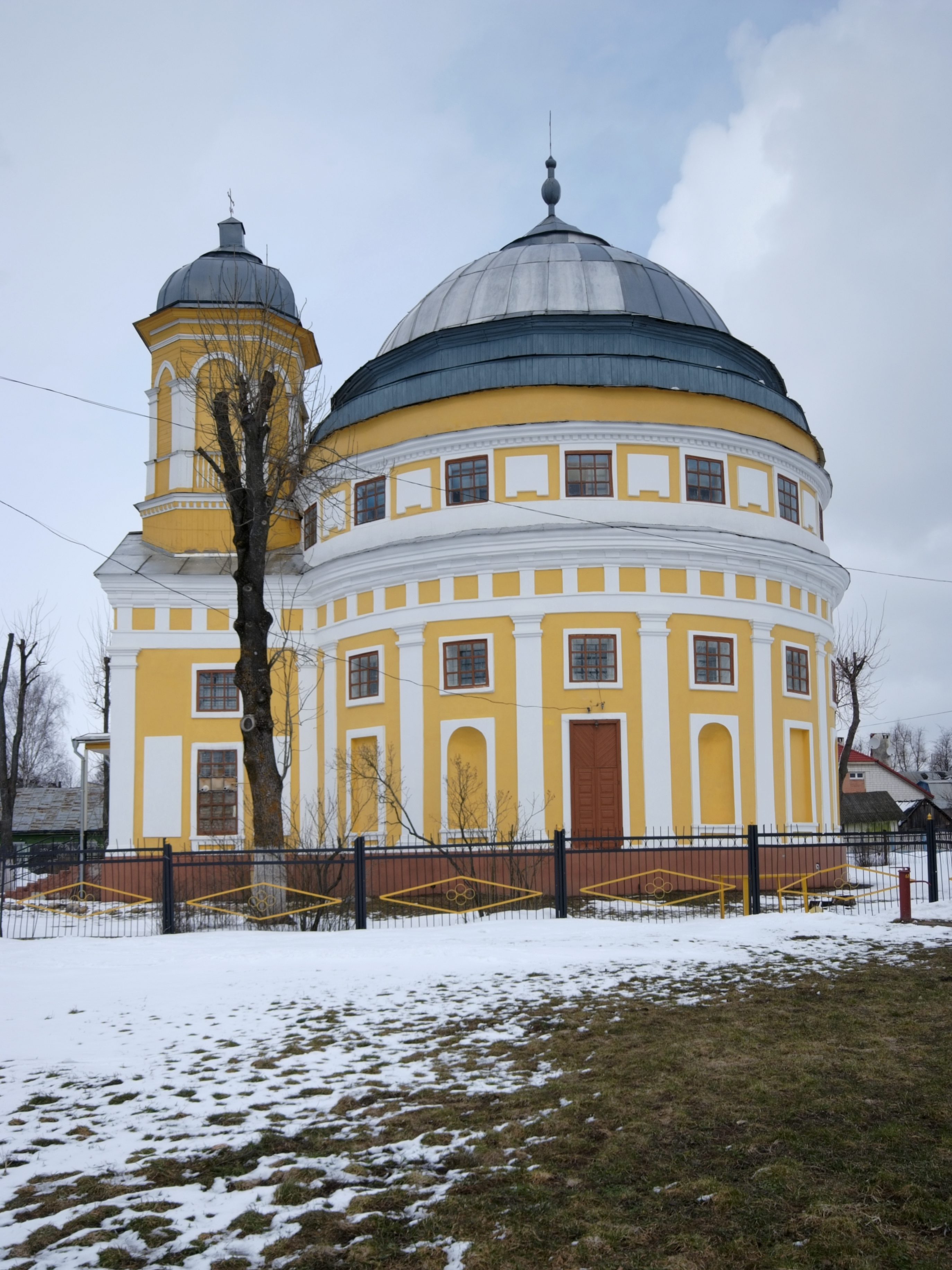
Kostel, z boku apsidy
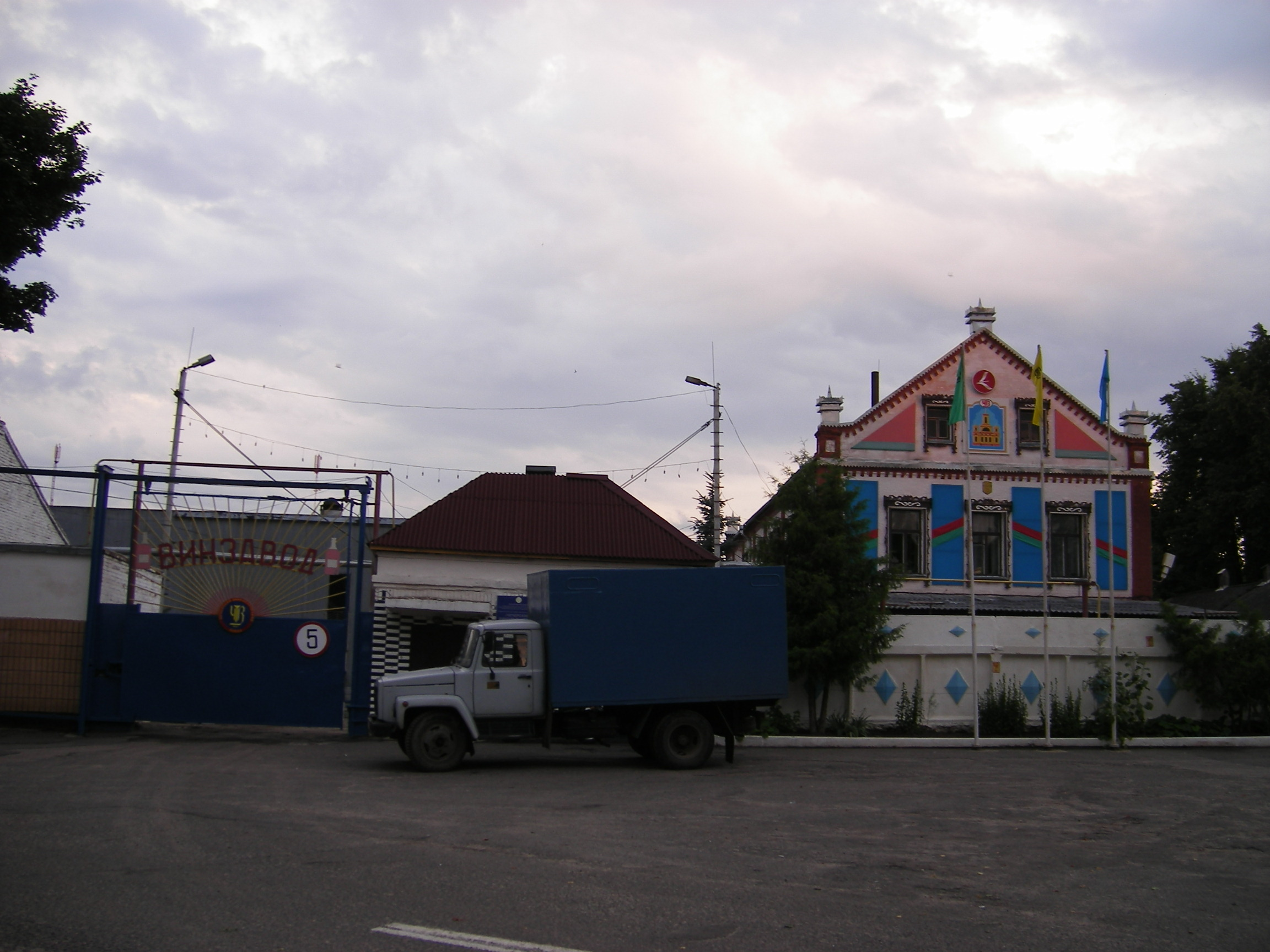
Vinný závod

## Známé osobnosti

### Rodáci
- Nadzjeja Michalkova (Надзея Міхалкова) — člen národního týmu Běloruska freestyle wrestlingu
- Sjarhej Pěrnikaŭ (Сяргей Пернікаў, * 1980) — běloruský sportovec, člen národního týmu Běloruska ve freestyle wrestlingu a šampion Bělorusko v letech 2005 a 2007

### Obyvatelé
- Aksana Bjazljepkina (Аксана Бязьлепкіна, * 1981) — běloruská spisovatelka a literární kritička
- Inesa Drabyšeŭkaja (Інэса Драбышэўская, * 1947) — ministryně zdravotnictví Běloruské republiky v letech 1994 až 1997
- Zinajda Ključynskaja (Зінаіда Ключынская) — mistrně světa ve veslování
- Ljudmila Korchava (Людміла Корхава, * 1946) — lidový umělec Běloruska
- Aljaksandr Novikaŭ (Аляксандр Новікаў) — doktor věd
- Mikalaj Saŭčanka (Мікалай Саўчанка, * 1922 – 2001) — akademik Národní akademie věd Běloruska, ministr zdravotnictví běloruské SSR v letech 1966 až 1986
- Vasil Sjekunoŭ (Васіль Секуноў) — mistr světa mezi studenty v řecko-římském zápase (1957)
- Scjapan Skarapanaŭ (Сьцяпан Скарапанаў, * 1910 – 1999) — běloruský vědec v oboru zemědělství a rekultivace, akademik NAS Běloruska
- Tacjana Scjepčankava (Тацяна Сьцепчанкава) — členka národního týmu Běloruské republiky v judu a sambu
- Ljuboŭ Chatyljova (Любоў Хатылёва, * 1928) — běloruská genetička, akademička NAS Běloruska